# 魚陣
魚陣，又名魚牆，是一種生物學家尚無法解釋的超自然現象。
為水中同一種類的魚群大量聚集在一起，互相咬住尾巴，首尾相聯，一圈圈的盤據成圓陣，不論大小，所有的魚都層層疊疊緊圍在一起，其規模有時會達到數里之範圍。